# Joachim Kettel
Joachim Kettel (* 30. November 1955 in Letter) ist ein deutscher Künstler und Kunstpädagoge. Er lehrte und forschte von 2002 bis 2021 als Professor für Kunst und ihre Didaktik (C4) am Institut für Kunst der Pädagogischen Hochschule Karlsruhe und vertritt den Ansatz der Künstlerischen Bildung.

## Leben und Werk
Kettel studierte Kunstpädagogik in der Klasse von Gunther Keusen (Meisterschüler) an der Staatlichen Kunstakademie Düsseldorf, Abteilung Institut für Kunsterzieher in Münster (heute Kunstakademie Münster), Germanistik und Erziehungswissenschaften an der Westfälischen Wilhelms-Universität Münster. Er promovierte 1999 an der HBK Braunschweig mit einer Arbeit über „Spiegel des Selbst. Selbstreferenz in kunstpädagogischen Vermittlungsprozessen“.
Joachim Kettel ist seit 1989 Mitglied im Deutschen Künstlerbund, Berlin und seit 1996 Mitglied im Westdeutschen Künstlerbund (WKB), Hagen. Von 1993 bis 1996 war er Vorstandssprecher der Internationalen Gesellschaft der Bildenden Künste (IGBK), Berlin und zwischen 1995 und 1996 Vorstandsmitglied im Deutschen Künstlerbund (DKB), Berlin. Kettel ist Gründungsmitglied des European Council of Artists (ECA), Kopenhagen (1993). In den Jahren von 1993 bis 1994 übernahm er auf Einladung der Hochschule für Bildende Künste Braunschweig als Gastprofessor die Leitung einer Grundklasse an der HBK Braunschweig.
Im Jahre 2002 erfolgte zunächst ein Ruf auf die Lehrkanzel für Bildnerische Erziehung an der Kunstuniversität Mozarteum Salzburg, den Kettel ablehnte. Einem zweiten Ruf auf eine C4-Professur an die Pädagogische Hochschule Karlsruhe kam er im selben Jahr nach.
Kettel verantwortete seitdem die Planung und Durchführung von Symposien zur Künstlerischen Bildung wie „Mapping Blind Spaces: Künstlerische Bildung nach Pisa – Neue Wege zwischen Kunst und Bildung.“, den er zusammen mit der IGBK, Berlin und der Landesakademie für Schulkunst und Amateurtheater Schloss Rotenfels/Gaggenau dort und im Museum für Neue Kunst I ZKM Karlsruhe abhielt. (Athena Oberhausen 2005).
Ebenso initiierte und organisierte er zusammen mit Carl-Peter Buschkühle und Mario Urlaß den Internationalen InSEA-Forschungs- und Entwicklungskongress „horizonte/horizons insea2007germany“ zur Internationalen Kunstpädagogik, den er mit der IGBK, Berlin und der Pädagogischen Hochschule Heidelberg 2007 in Heidelberg und Karlsruhe durchführte (Athena Oberhausen 2009). Letzter von Kettel organisierter Kongress ist The Missing_LINK 2016. Übergangsformen von Kunst und Pädagogik in der kulturellen Bildung. Künstlerische Kunstpädagogik im Kontext.
Kettel ist neben Carl-Peter Buschkühle und Mario Urlaß Mitherausgeber der Reihe Kunst und Bildung im Athena-Verlag, Oberhausen.

## Ausstellungen (Auswahl)

### Einzelausstellungen
- 1994: Westfälisches Landesmuseum Münster
- 1985: Kunstverein Bochum
- 1991: Museum am Ostwall, Dortmund
- 1993: Kunstverein Gifhorn
- 2023: Kunstmuseum Celle

### Gruppenausstellungen
- 1983: Nationalgalerie Berlin
- 1984: Haus der Kunst, München
- 1984: Württembergischer Kunstverein Stuttgart
- 1984: Städtische Kunsthalle Düsseldorf
- 1984: Städtische Kunsthalle Mannheim
- 1984: Staatliche Kunsthalle Baden-Baden (1984, 1987)
- 1984: Neuer Berliner Kunstverein, Berlin
- 1984: Kunstmuseum Bonn
- 1985: Neue Staatsgalerie Stuttgart
- 1985: Städtische Galerie Wolfsburg
- 1987: Römer-Pelizäus-Museum, Hildesheim
- 1987: Kunsthalle Bremen
- 1989: Städtische Galerie Bietigheim-Bissingen
- 1992: Stadtmuseum Halle
- 1992: Ludwig-Forum für Internationale Kunst, Aachen
- 1995: Städtisches Museum Göttingen
- 1996: Kunstverein Mannheim
- 1996: Bomann-Museum und Kunststiftung, Celle
- 1996: Rheinisches Landesmuseum, Bonn
- 1996: Bundeskunsthalle, Bonn
- 2001: 8. Triennale der Kleinplastik, Fellbach

## Publikationen

### Monografien
- SelbstFREMDheit. Elemente einer “anderen” Kunstpädagogik, Athena, Oberhausen 2001.

### Herausgeberschaften
- Missing_LINK 2016. Übergangsformen von Kunst und Pädagogik in der kulturellen Bildung. Künstlerische Kunstpädagogik im Kontext, Athena, Oberhausen 2017.
- mit Carl-Peter Buschkühle und Mario Urlaß: horizons/horizonte insea2007germany, InSEA Art Education Research and Development Congress horizons/horizonte insea2007germany, Athena, Oberhausen 2008
- IGBK/Landesakademie Schloss Rotenfels: Künstlerische Bildung nach Pisa. Neue Wege zwischen Kunst und Bildung. Mapping Blind Spaces. Tagungsband des internationalen Symposiums, Athena Oberhausen 2004.
- IGBK: Kunst lehren? Künstlerische Kompetenz und kunstpädagogische Prozesse. Neue subjektorientierte Ansätze in der Kunst und Kunstpädagogik in Deutschland und Europa, Radius-Verlag, Stuttgart 1998.
- IGBK: Imaginäres Hotel Leipzig. Internationales Ausstellungsprojekt in den Buntgarnwerken. Gefördert durch die UNESCO. Projekt der Weltdekade für kulturelle Entwicklung. 1995.

### Sonstiges
- Schulen heute bauen: Schulhausarchitektur und (kunst-)pädagogischer Gegenwartsdiskurs. 2020.